# Krasowice
Krasowice [pronunciación en polaco: /krasɔˈvit͡sɛ/] (en alemán Kraschen) es un pueblo ubicado en el distrito administrativo de Gmina Namysłów, dentro del Condado de Namysłów, Voivodato de Opole, en el sur de Polonia occidental. Se encuentra aproximadamente a 8 kilómetros al oeste de Namysłów y a 52 kilómetros al noroeste de la capital regional Opole.
Antes de 1945, el área fue parte de Alemania.